# Sheryl Sandberg
Pour les articles homonymes, voir Sandberg.
Sheryl Kara Sandberg, née le 28 août 1969 à Washington, est une dirigeante d'entreprises du secteur des technologies et femme d'affaires milliardaire américaine.
Elle commence sa carrière auprès de l'économiste Larry Summers et travaille au département du Trésor des États-Unis où elle fait partie du programme d'allègement de la dette des pays en voie de développement. Elle obtient un Master of Business Administration (MBA) à l'université Harvard, puis devient vice-présidente des ventes et opérations internationales de Google.
En 2007, elle rencontre Mark Zuckerberg qui la recrute comme directrice des opérations de Facebook. Elle pilote notamment la stratégie, le marketing, le développement commercial, les ressources humaines et la communication. Sheryl Sandberg joue un rôle majeur dans la montée en puissance de Facebook. Elle est souvent présentée comme le numéro 2 de Mark Zuckerberg ou encore son bras-droit féminin. En janvier 2014, elle devient l'une des plus jeunes femmes milliardaires au monde. Le 1er juin 2022, elle annonce son départ de Meta (Facebook), tout en gardant une place au conseil d'administration.

## Biographie

### Jeunesse et formation
Sheryl Kara Sandberg est née le 28 août 1969 à Washington, aux États-Unis au sein d'une famille de confession juive,, fille d'Adele (une professeure de français) et de Joel Sandberg (un ophtalmologue) et aînée de leurs trois enfants,. Elle a passé sa bat-mitsvah et a toujours affirmé son identité juive. Lorsqu'elle avait deux ans, sa famille a déménagé à Miami, en Floride. Elle était, à l'école publique, « toujours en tête de classe ». Ses deux parents s'engagent pour leur part dans le bénévolat et l'action sociale.
Après avoir suivi ses études secondaires à la North Miami Beach High School (en), elle est acceptée, en 1987, au Harvard College et a obtenu un baccalauréat universitaire (licence)  en économie en 1991 avec la mention summa cum laude,. C'est là qu'elle a rencontré le professeur Lawrence Summers qui est devenu son directeur de mémoire,. Summers l'a recrutée pour qu'elle soit son assistante de recherche à la Banque mondiale, où elle a travaillé pour des projets de santé en Inde et lutté contre la lèpre, le SIDA et la cécité. Elle a par ailleurs été admise au Phi Beta Kappa, un club estudiantin regroupant des élèves très brillants élus au cours de leur troisième ou quatrième année d'études universitaires.
En 1993, elle intègre la Harvard Business School et obtient en 1995 le MBA avec mention.

### Carrière
Elle a ensuite travaillé comme conseillère en stratégie pour McKinsey & Company. De 1996 à 2001, elle a été chef de service au sein du département du Trésor des États-Unis où elle a fait partie du programme d'allègement de la dette des pays en voie de développement.
Elle a ensuite été vice-présidente des Ventes et opérations internationales en ligne (Global Online Sales and Operations) chez Google. Elle s'est également impliquée dans le lancement de la branche philanthropique de Google, Google.org et dans AdWords.
Fin 2007, Mark Zuckerberg, cofondateur et CEO de Facebook, rencontre Sandberg lors d'une fête de Noël organisée par Dan Rosensweig. À l'époque, elle envisageait de devenir cadre supérieure chez The Washington Post Company. Zuckerberg ne recherchait pas vraiment de directeur des opérations mais l'a trouvée « parfaitement adaptée » au rôle. Ils ont passé davantage de temps en janvier 2008 au Forum économique mondial de Davos, en Suisse. En mars 2008, Facebook a annoncé le transfert de Sheryl Sandberg de Google vers Facebook.
Après avoir rejoint Facebook, Sandberg a rapidement cherché à rendre Facebook rentable. Avant sa venue, l'entreprise était « principalement occupée à construire un site vraiment cool ; les bénéfices, supposaient-ils, suivraient ». À la fin du printemps, la direction de Facebook a accepté de fonder son modèle économique sur la publicité, à condition que les annonces restent discrètes. En 2010, Facebook est devenu bénéficiaire. Sandberg gère les ventes, le marketing, le développement commercial, les ressources humaines, la politique publique et la communication de Facebook.
Son salaire en 2011 est de 30,8 millions de dollars ce qui en fait la mieux payée devant les fondateurs de Facebook. Entre 2011 et 2017, elle figure parmi les dix premières du classement des femmes les plus puissantes au monde selon le magazine Forbes. Elle est également considérée comme l'une des femmes les plus puissantes dans le secteur informatique depuis 2014.
Le 25 juin 2012, Sheryl Sandberg est nommée au conseil d'administration de Facebook. Elle est la seule femme qui y siège.
En 2013, elle publie un livre pour exhorter les femmes à avoir de l’ambition et à se mettre en avant, traduit en français sous le titre d’En avant toutes (éd. JC Lattès). Elle y encourage également les couples à se répartir les tâches ménagères et à se partager la prise en charge des enfants.
En août 2013, elle vend 2 363 636 des actions de Facebook qu'elle possède. À la suite de cette cession, sa participation, d'une valeur d'environ 1 milliard de dollars (0,72 milliard d'euros), en fait toujours l'une des plus grands investisseurs individuels de Facebook, avec une participation de 0,5%.
En janvier 2014, elle devient l'une des plus jeunes femmes milliardaires au monde. Avec un salaire annuel de 30 millions de dollars, elle gagne davantage que Mark Zuckerberg, son employeur. Elle a annoncé qu'elle allait donner la moitié de sa fortune d'un milliard de dollars pour promouvoir la cause féminine,.
En 2021, le magazine d’enquête ProPublica dévoile que la direction de Facebook a cédé aux pressions de la Turquie lors de la campagne turque contre les forces kurdes syriennes en 2018. Alors que le gouvernement de Recep Tayyip Erdoğan menaçait l’entreprise de représailles, Sheryl Sandberg, directrice des opérations de Facebook, aurait décidé de bloquer la page officielle des forces kurdes syriennes (YPG) en Turquie pour ne pas perdre ce marché important.
Le 1er juin 2022, elle annonce son départ de Meta (Facebook) et de la direction des opérations tout en gardant une place au conseil d'administration,,. Dans son message de départ publié sur Facebook, elle annonce vouloir se consacrer davantage de temps à sa fondation caritative « Lean In »,.

### Implication dans des affaires
Le New York Times publie un rapport en 2018 détaillant le rôle de Sheryl Sandberg dans les relations publiques de Facebook après les révélations de l'ingérence russe dans les élections américaines de 2016 et le scandale de données de Cambridge Analytica. Peu après, le 29 novembre 2018, le New York Times rapporte que Sheryl Sandberg a personnellement demandé au département communications de Facebook d'effectuer des recherches sur les finances de George Soros quelques jours après que celui-ci a publiquement critiqué en janvier 2018 les entreprises de technologie, dont Facebook, au Forum économique mondial de Davos,. Dans un communiqué, Facebook a déclaré que la recherche sur Soros « était déjà en cours lorsque Sheryl [Sandberg] avait envoyé un courriel demandant si M. Soros avait réduit la valeur de Facebook ». L'auteur Shoshana Zuboff nomme Sheryl Sandberg « le Typhoïde  Mary » qui a fait passer le monde du capitalisme de Google à Facebook.
Facebook fait face depuis 2018 à une action de groupe en justice. Les plaignants affirment que les dirigeants du réseau social en ligne savaient que sa mesure nommée « Potential Reach » (« portée potentielle ») surestimait l'audience potentielle des campagnes publicitaires et que ceux-ci n'ont pas cherché à rectifier la situation pour ne pas perdre de revenus. Le document juridique publié affirme qu'après la publication d'un rapport en 2017 montrant l'écart entre les chiffres de Facebook et le recensement officiel, des employés du réseau social ont reconnu l'erreur. Néanmoins, selon ce document « des hauts cadres dirigeants savaient depuis des années que la couverture potentielle était gonflée et trompeuse — mais ils n'ont pas réagi et ont même pris des mesures pour cacher le problème ». Parmi les cadres dirigeants cités figure Sheryl Sandberg,.

### Vie privée
En 1993, Sheryl Sandberg épouse Brian Kraff, le couple divorce un an plus tard.
En 2004, Sheryl Sandberg épouse en secondes noces David Goldberg, un entrepreneur du web plus tard devenu CEO de SurveyMonkey. Elle est mère de deux enfants, une fille et un garçon.
David Goldberg fait une mauvaise chute sur la tête dans la salle de sport de l’hôtel mexicain où le couple résidait pour ses vacances, il est conduit à l'hôpital San Javier de Nuevo Vallarta (en) où il décède le 1er mai 2015 des suites de son traumatisme crânien et d'une hémorragie et comme cela fut montré plus tard des suites d'une mauvaise santé cardiaque,,,,.
Affligée par la perte de son époux, Sheryl Sandberg porte le deuil selon la prescription juive du sheloshim, qui dure trente jours,, à la fin de cette période elle écrit l'éloge de David Goldberg.
De mars 2016 à mai 2019, elle a entretenu une relation avec Bobby Kotick le PDG d'Activision,.
Le 3 février 2020, elle annonce ses fiançailles sur le réseau social Facebook avec Tom Bernthal (en), PDG de Kelton Global. Ils se marient en août 2022. Bernthal a trois enfants et Sandberg en a deux. Ils vivent ensemble à Menlo Park en Californie. 

## Œuvres

### Éditions originales
- Co-écrit Scovell et Nell Scovell, Lean In : Women, Work, and the Will to Lead, Knopf, 11 mars 2013, 217 p. (ISBN 978-0-385-34994-9, lire en ligne),
- Lean in for Graduates : With New Chapters by Experts, Including Find Your First Job, Negotiate Your Salary, and Own Who You Are, Knopf Publishing Group, 8 avril 2014, 406 p. (ISBN 978-0-385-35367-0),
- Leadership Skills : Essentials of Leadership and the Skills Required to Lead Effectively, Createspace, 12 juillet 2014, 58 p. (ISBN 978-1-5005-0787-9),
- Co-écrit avec Adam M. Grant, Option B : Facing Adversity, Building Resilience, and Finding Joy, WH Allen, 24 avril 2017, 240 p. (ISBN 978-0-7535-4828-8),

### Traductions françaises
- En avant toutes : les femmes, le travail et le pouvoir (trad. de l'anglais par Marie Boudewyn, préf. Christine Lagarde), Paris, Jean-Claude Lattès, 2013, 390 p. (ISBN 978-2-7096-4393-1, OCLC 847563522)[46]
- Sheryl Sandberg et Adam Grant, Option B. Surmonter l'adversité, être résilient, retrouver l'aptitude au bonheur, éd. Michel Lafon, 2017.

## Sources
- (en) Cet article est partiellement ou en totalité issu de l’article de Wikipédia en anglais intitulé « Sheryl Sandberg » (voir la liste des auteurs).